# Bulbophyllum deceptum
Bulbophyllum deceptum är en orkidéart som beskrevs av Oakes Ames. Bulbophyllum deceptum ingår i släktet Bulbophyllum och familjen orkidéer. Inga underarter finns listade i Catalogue of Life.